# Tuberculum majus humeri

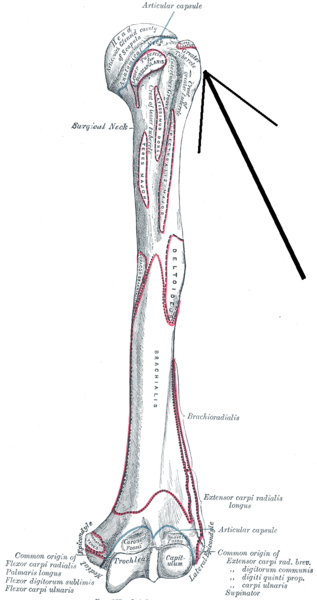
A felkarcsont (a nyíl mutatja a dudort)

A tuberculum majus humeri a felkarcsont (humerus) fejének külső oldalán helyezkedik a tuberculum minus humeri mellett ami a párja. A felső felszíne kerekded és van rajta három sima kiállás: ezek közül a legmagasabb tapadási helyet biztosít a tövis feletti izomnak (musculus supraspinatus), a középső a tövis alatti izomnak (musculus infraspinatus), és a legalsó és a csont test 2,5 cm-je a kis görgetegizomnak (musculus teres minor). A dudor külső oldala konvex és durva és a csont test külső oldalában folytatódik.